# Åsbohöna

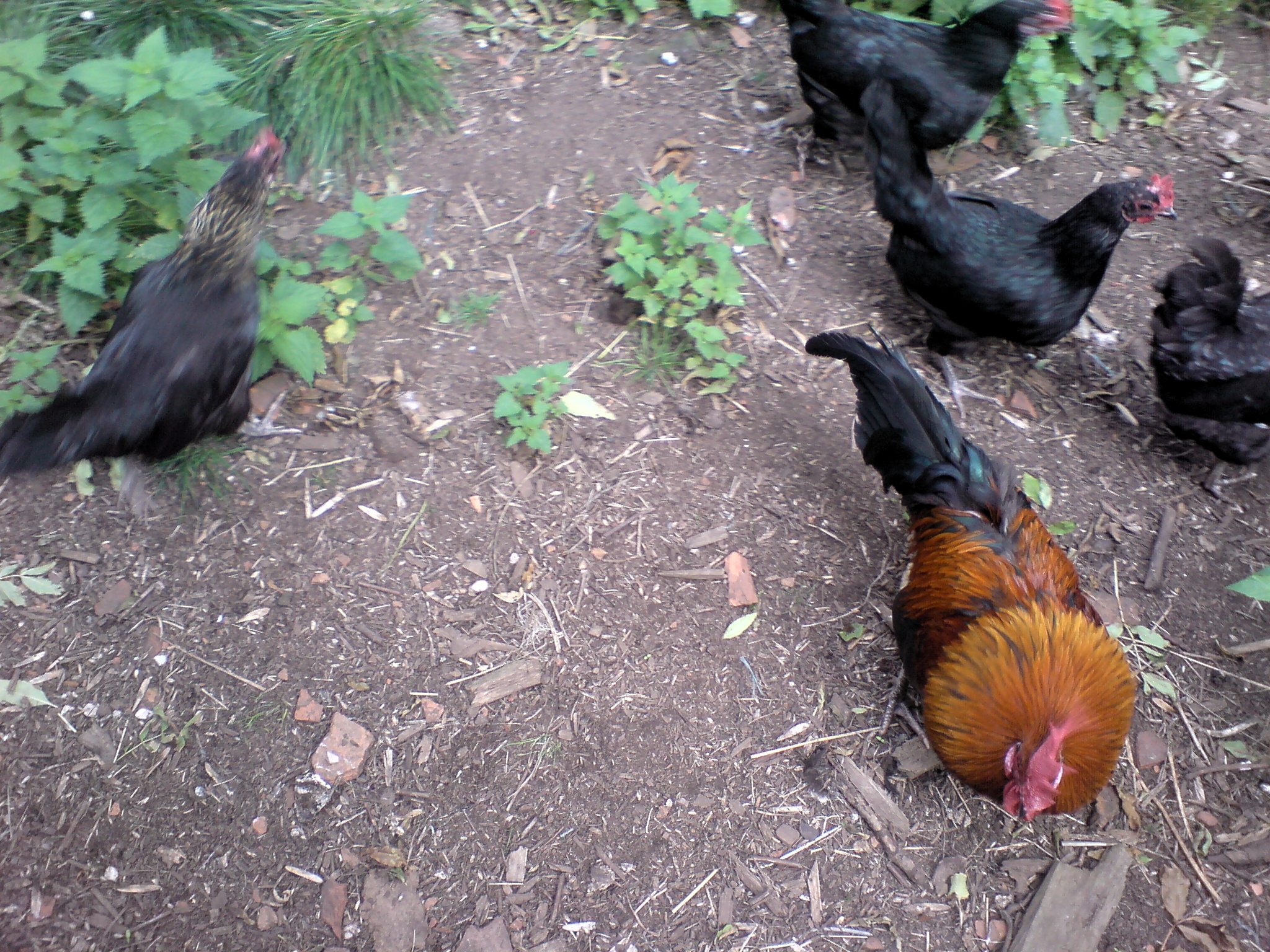
Åsbohöns ur en bohuslänsk besättning.

Åsbohöna är en hönsras som härstammar från de småländska och nordskånska skogsbygderna. Åsbohönan har med tiden formats efter denna trakts historiska och lokala förutsättningar och är idag en liten resurssnål hönsras, som anses vara bevarandevärd som en svensk lantras. Den skyddas därför oförädlad i genbank av Svenska Lanthönsklubben, på uppdrag av Jordbruksverket. Den nu bevarande stammen härstammar från de skånska byarna Esborarp och Linneröd.
Färgen är mycket varierande, från svart till vete, blå, vitspräcklig och vildfärgad med inslag av andra färger på hals och sadel. Hönorna ska väga mellan 1 och 1,5 kilogram och tupparna mellan 1,5 och 2 kilogram.